# نگهبان هفت کلید - بخش دوم
نگهبان هفت کلید - بخش دوم (به انگلیسی: Keeper of the Seven Keys Part ۲) عنوان سومین آلبوم استودیویی از گروه پاور متال آلمانی هلووین است که در سپتامبر ۱۹۸۸ با همکاری شرکت نویز رکوردز منتشر شده‌است. این آلبوم نیز به مانند آلبوم قبلی یعنی نگهبان هفت کلید - بخش اول به موفقیت دست یافت. موفقیت این آلبوم به سرعت تمام دنیا را از آسیا و اروپا گرفته تا آمریکا درنوردید. نگهبان هفت کلید - بخش دوم در آلمان برنده جایزه گلد شد و در آمریکا به مقام ۱۰۸ رسید.
دو تک‌آهنگ «دکتر اشتین» و «می‌خواهم رها باشم» با این آلبوم منتشر شدند. «دکتر اشتین» با دیگر قطعات آلبوم کمی متفاوت به نظر می‌رسد، تم بلوزی دارد و در آن از ساز ارگ برای نواختن ملودی آهنگ استفاده شده‌است، نکته‌ای که در کل آلبوم غیرعادی است. قطعه «می‌خواهم رها باشم» تا به امروز یکی از مشهورترین و محبوب‌ترین قطعات هلووین در میان هواداران بوده‌است و توسط گروه‌های بسیاری چون گاما ری، همرفال، لرد و سوناتا آرکتیکا به صورت اجرایی مجدد نواخته شده‌است. بلندترین قطعه موجود در آلبوم قطعه ایست هم نام با نام آلبوم یعنی «نگهبانان هفت کلید» که توسط مایکل ویکاث نوشته شده‌است. قطعه «عقاب آزاد پرواز می‌کند» نیز که توسط ویکاث نوشته شده یکی از آثار مشهور گروه است و توسط گروه‌های دیگری اجرای مجدد شده‌است.
آلبوم نگهبان هفت کلید - بخش دوم در ۱۹۹۳ دوباره منتشر شد اما این بار به همراه آلبوم نگهبان هفت کلید - بخش اول و به صورت یک دبل سی‌دی که چند قطعه اهدایی را نیز به همراه داشت.

## فهرست آهنگ‌ها
| شماره | نام آهنگ                  | آهنگساز | مدت   |
| ----- | ------------------------- | ------- | ----- |
| ۱     | «دعوت»                    | ویکاث   | ۱:۰۶  |
| ۲     | «عقاب آزاد پرواز می‌کند»   | ویکاث   | ۵:۰۸  |
| ۳     | «تو همیشه تنها قدم می‌زنی» | کیسکه   | ۵:۰۸  |
| ۴     | «صعود و سقوط»             | ویکاث   | ۴:۲۲  |
| ۵     | «دکتر اشتین»              | ویکاث   | ۵:۰۳  |
| ۶     | «ما به حقیقت دست یافتیم»  | کیسکه   | ۵:۰۷  |
| ۷     | «ما را رها کن»            | هانسن   | ۵:۱۲  |
| ۸     | «مارش زمان»               | هانسن   | ۵:۱۳  |
| ۹     | «می‌خواهم رها باشم»»       | هانسن   | ۴:۳۹  |
| ۱۰    | «نگهبان هفت کلید»         | ویکاث   | ۱۳:۳۸ |

### قطعه‌های اهدایی در نسخه گردآوری شده (دیسک دوم)
| شماره | نام آهنگ                     | مدت   |
| ----- | ---------------------------- | ----- |
| ۱     | «وحشی»                       | ۳:۲۵  |
| ۲     | «زندگی کردن جنایت نیست»      | ۴:۴۲  |
| ۳     | «برای قایم شدن فرار مکن»     | ۴:۴۵  |
| ۴     | «دکتر اشتین (ضبط مجدد)»      | ۵:۰۵  |
| ۵     | «نگهبان هفت کلید (ضبط مجدد)» | ۱۳:۵۲ |

## رتبه‌ها
| سال  | جدول        | رتبه |
| ---- | ----------- | ---- |
| ۱۹۸۸ | بیلبورد ۲۰۰ | ۱۰۸  |

## سازندگان
- مایکل کیسکه - خواننده
- کای هانسن - گیتار
- مایکل ویکاث - گیتار، کیبورد
- مارکوس گروسکوپف - گیتار باس
- اینگو اشویشتنبرگ - درامز
- طرح و مدیریت با تامی هانسن و تامی نیوتون